# Guo Shoujing
Guo Shoujing (n. 1231 – d. 1316) a fost un astronom, inginer și matematician chinez din perioada dinastiei Yuan, fiind uneori numit Tycho Brahe al Chinei. A fost născut în provincia Hebei și a fost crescut de bunicul său după tată, Guo Yong, care l-a învățat multe. Către vârsta de 20 ani el a devenit un inginer hidraulic, lucrând la aprovizionarea cu apă a orașului său natal, Xingtai. Ulterior, el a devenit consultatorul lui Kublai pe probleme de hidraulică, matematică și astronomie, a construit mai multe instrumente astronomice și a elaborat un calendar (în 1276) care a fost folosit multă vreme după el.
A stabilit formula interpolării cubice pentru exprimarea mișcării unghiulare aparente a Soarelui pe ecliptică în funcție de timp.
La baza elaborării calendarului au stat observațiile efectuate la Observatorul din Pekin.
Acest calendar s-a introdus în 1281 și a rămas în vigoare până în 1367.
S-a ocupat și de problemele de trigonometrie sferică.
Operele sale nu s-au păstrat, dar calculele calendaristice sunt expuse în alte lucrări ale urmașilor săi, care au supraviețuit timpului.